# Conforming to Abnormality
Conforming to Abnormality è l'album di debutto del gruppo grindcore statunitense Cephalic Carnage, pubblicato nel 1998 dalla casa discografica italiana Headfucker Records. Esiste una seconda edizione dell'album, pubblicata nel 2002 sotto contratto con la Relapse Records.

## Tracce
1. Anechoic Chamber - 1:34
2. Jihad - 4:13
3. Analytical - 4:28
4. Wither - 1:52
5. Regalos de Mota - 5:13
6. Extreme of Paranoia - 4:50
7. A.Z.T. - 0:48
8. Waiting for the Millennium - 3:21
9. Live at Your Mom's House - 0:31
10. Exhumed Remains - 1:45
11. Britches - 0:22
12. The Struggle - 2:30
13. Trailor Park Meth Queen - 1:02
14. Phantom Pharter - 1:20
15. Strung out on Viagra - 1:15
16. Perversions and the Guilt After - 3:51
17. Stepped in Cow Shit Blues - 0:33
18. Father Pederast - 0:09
19. Once More with out Feeling - 0:04
20. [Senza titolo] - 0:05
21. [Senza titolo] - 0:11
22. Shut Up - 0:04
23. Novacaine (Re-Installing Teeth) - 0:15
24. Shrump Po' Boy - 0:50
25. Celebrate - 0:08
26. Occular Penile Recepticle - 2:20
27. Dave's Lunch - 1:51
28. [Senza titolo] - 2:18